# Evangelisch-Lutherische Kirche (Jabel)

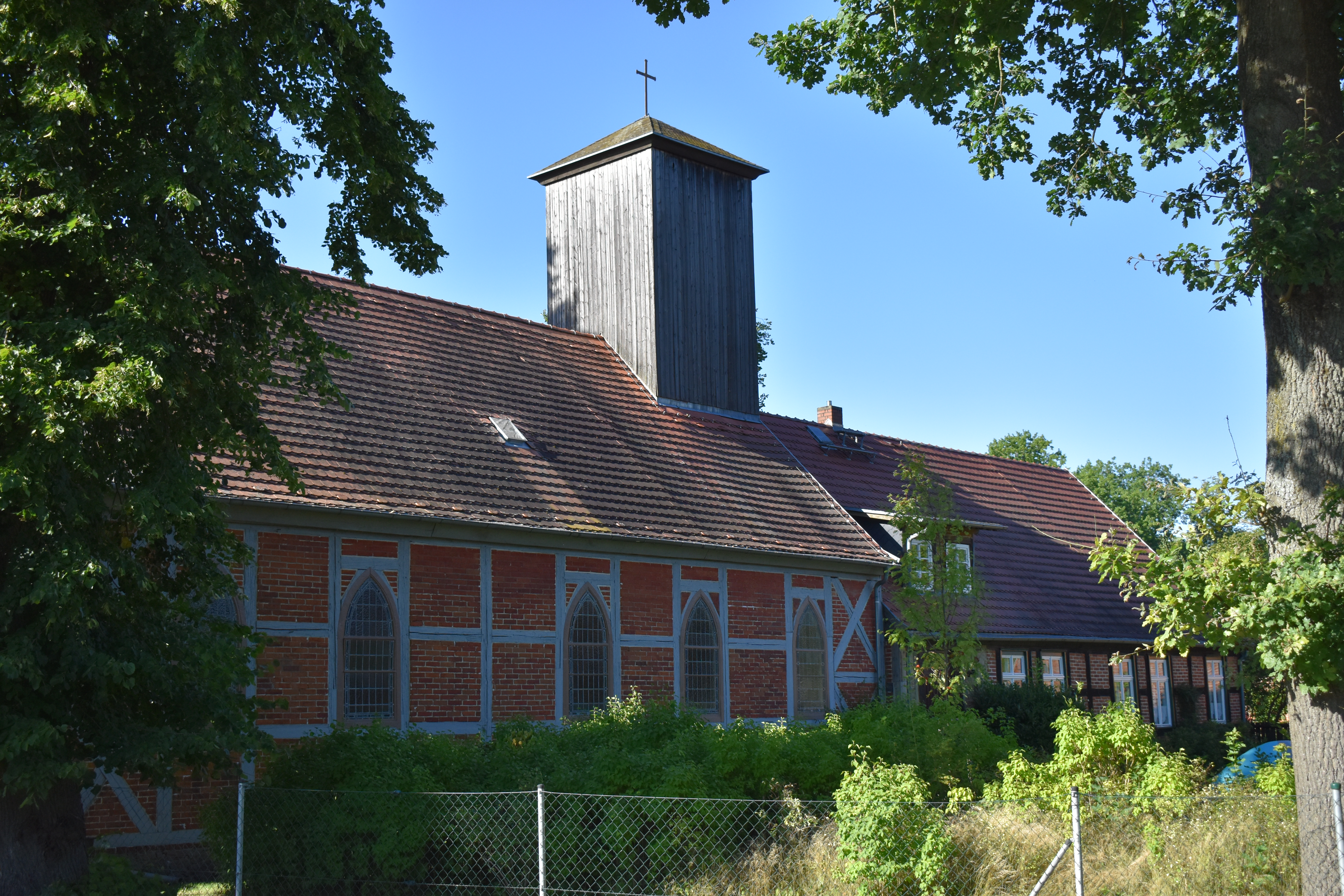
Altlutherische Kirche in Jabel (2024)

Die denkmalgeschützte Evangelisch-Lutherische Kirche in Jabel, auch Altlutherische Kirche genannt, im Nordwesten Brandenburgs ist ein Kirchengebäude im Stil der Neugotik der Selbständigen Evangelisch-Lutherischen Kirche.

## Lage
Sie liegt von Wittstock kommend, kurz nach dem Ortseingang auf der rechten Seite an der Jabeler Dorfstraße 1 des Dorfes Jabel, das jedoch nicht zum nahegelegenen Wittstock, sondern als Ortsteil zu Heiligengrabe gehört.

## Geschichte

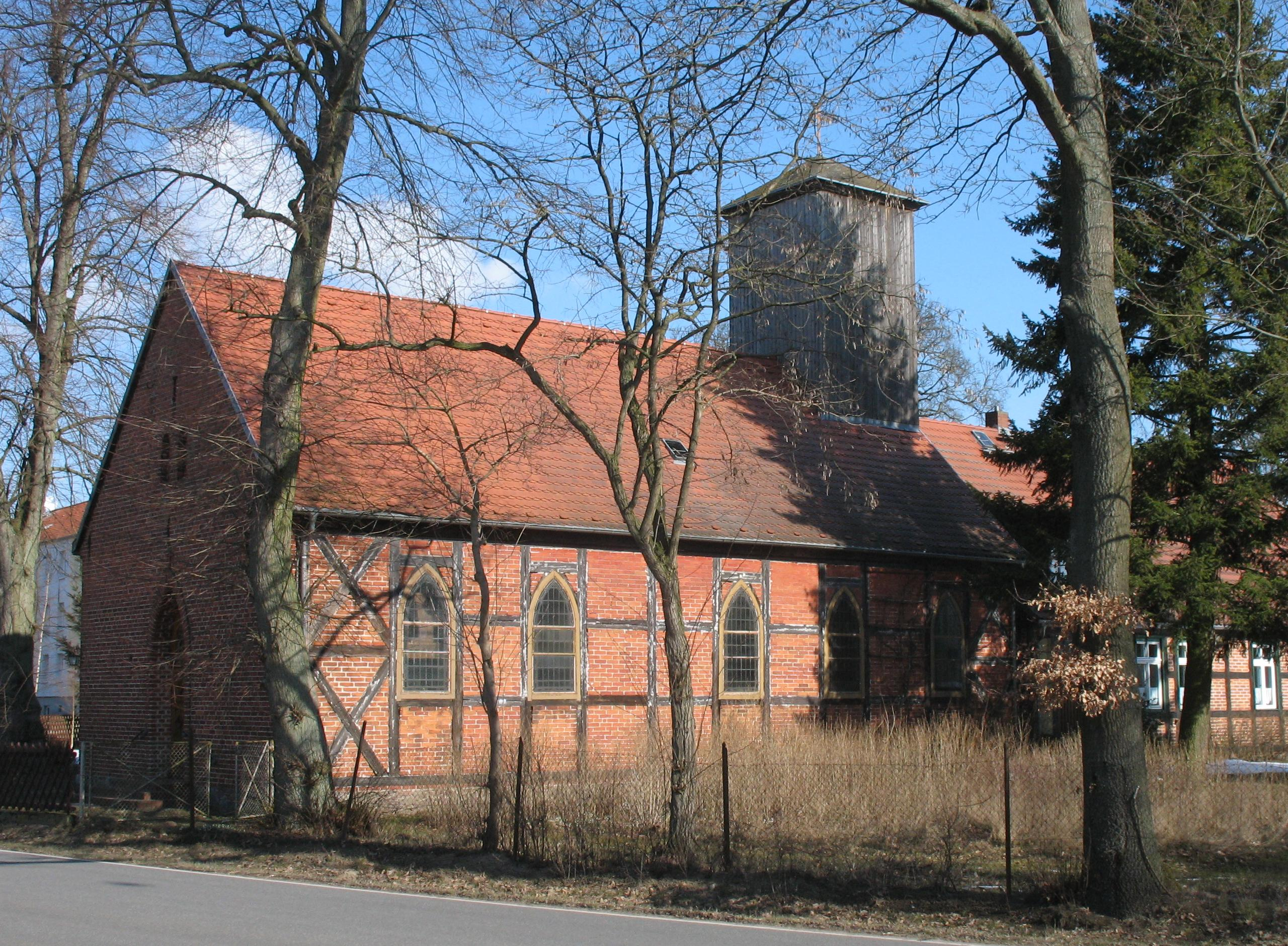
Kirche (2013) vor dem Anstrich des Fachwerks 2018; Blick auf die Südfassade, links das Eingangsportal auf der Westseite

Der Kirchenbau war eine Konsequenz aus der Ablösung altlutherischer Gemeinden von der seit 1817 durch königliches Dekret unierten preußischen Landeskirche. Die konflikthafte Trennung vom landesherrlichen Kirchenregiment war 1830 erfolgt. Die Kirche in Jabel wurde 1851 fertiggestellt und 1852 geweiht.
Seit 2023 bildet die Jabeler Kirchengemeinde gemeinsam mit der Martin-Luther-Gemeinde Schwerin einen Pfarrbezirk. Die Parochie umfasst weiterhin die Gottesdienstorte Rostock (Schwerin) sowie Krempendorf und Blüthen (beide Jabel).

## Bauwerk

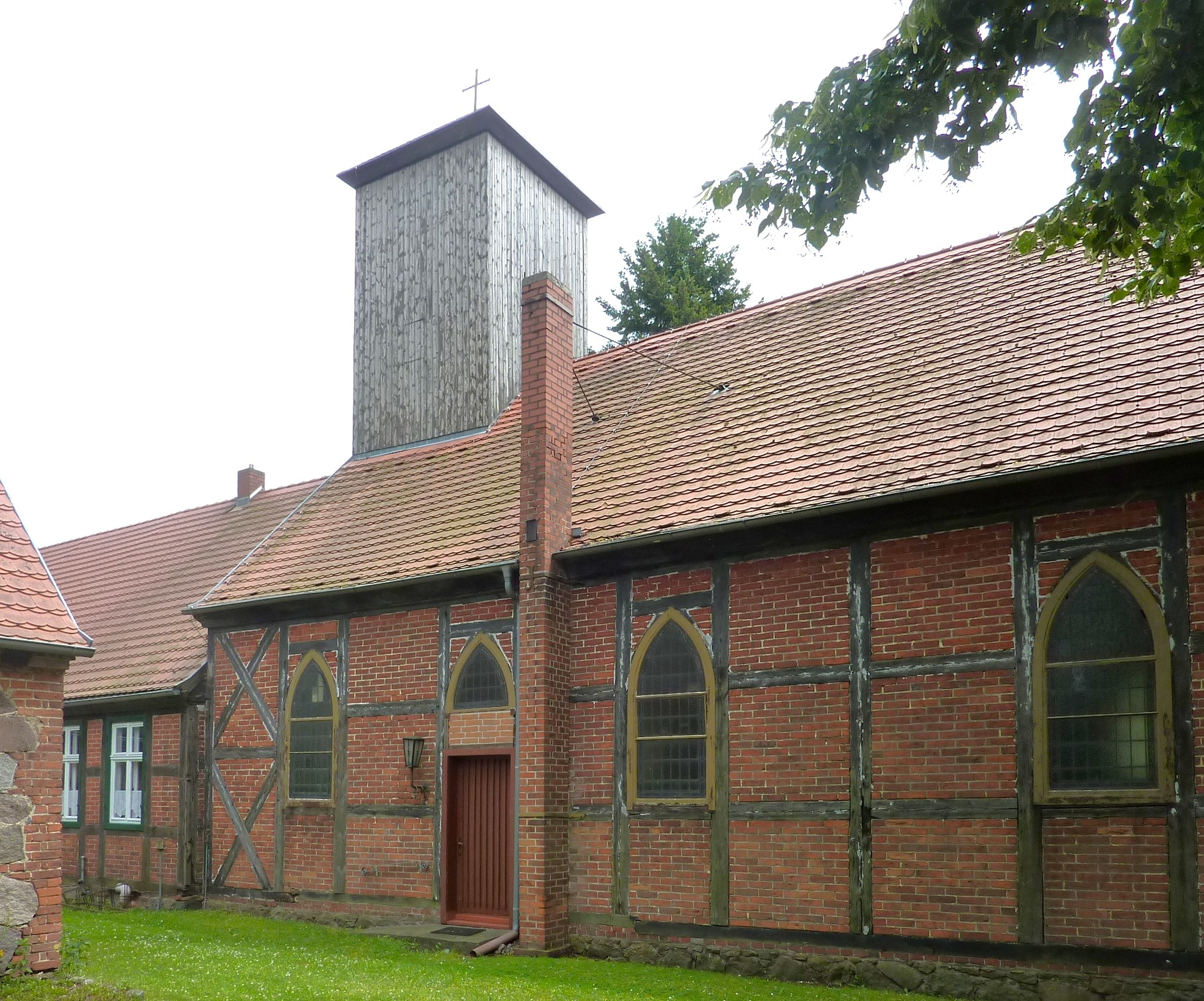
Nordseite mit Zugang und östlichem Glockenturm

Das Gotteshaus ist eine rechteckige, neugotische Saalkirche auf einem Feldsteinsockel und besteht hauptsächlich aus Fachwerk mit unverputzter Ziegelausfachung, ein Teil ist auch massiv konstruiert. Über dem Satteldach erhebt sich im Osten ein verbretterter Glockenturm. Er hat eine quadratische Grundform und besitzt ein flaches, pyramidenförmiges Dach. Auf circa 1900 datiert die mehrfarbige Bleiverglasung der Fenster. Die Kirche verfügt von außen über zwei Zugänge. Während das Hauptportal auf der Westseite liegt, lässt sich die Kirche auch durch eine Tür an der nördlichen Längsseite betreten. Die Kirche zeigt nur eine ungenaue Ostung und ist eher von Südwest nach Nordost ausgerichtet.
Im Jahr 2018 wurde das Fachwerk der Kirche repariert, wobei das Holz in hellgrauer Farbe gestrichen wurde. Eine Renovierung im Inneren erfolgte in den Jahren 2022 und 2023. Im Zuge dessen erhielt die Kirche neue Kirchenbänke aus dem bisherigen Gestühl der Lukaskirche in Hamburg-Sasel. Weiterhin wurde ein neues Altarpodest eingebaut.
Auf der Kirchenglocke ist eine Inschrift in zwei Reihen, oben: „GEGOSSEN VON C.F. VOSS IN STETTIN NO: 114“, und darunter: „JABEL DEN 2T. SEPTEMBER 1851.“.
Die Orgel vom Unternehmen Orgelbau A. Schuster & Sohn stammt aus dem Jahr 1957. Es ist ein zweimanualiges Werk mit 9 Registern und pneumatischer Traktur. Das Werk Die Bau- und Kunstdenkmale in der DDR (1979) verzeichnete im Innenraum einen gusseisernen, spätklassizistischen Ofen.

## Nebengebäude
Baulich schließt das eingeschossige Pfarrhaus (Satteldach; Fachwerk mit Ziegelausfachung) auf der Ostseite der Kirche an. Dieses ist wahrscheinlich genauso alt wie die Kirche. Heute dient es als Gemeindehaus. Auf der Nordseite steht ein eingeschossiges Wirtschaftsgebäude, auch als Stall bezeichnet (Satteldach; Fachwerk und Massivbauweise, Backstein und Feldstein). Beide stehen ebenfalls unter Denkmalschutz.
Im Gemeindehaus befindet sich unter anderem die Winterkirche. Dieses kann auch mittels eines Durchgangs hinter dem Altar der Kirche betreten werden.

## Galerie

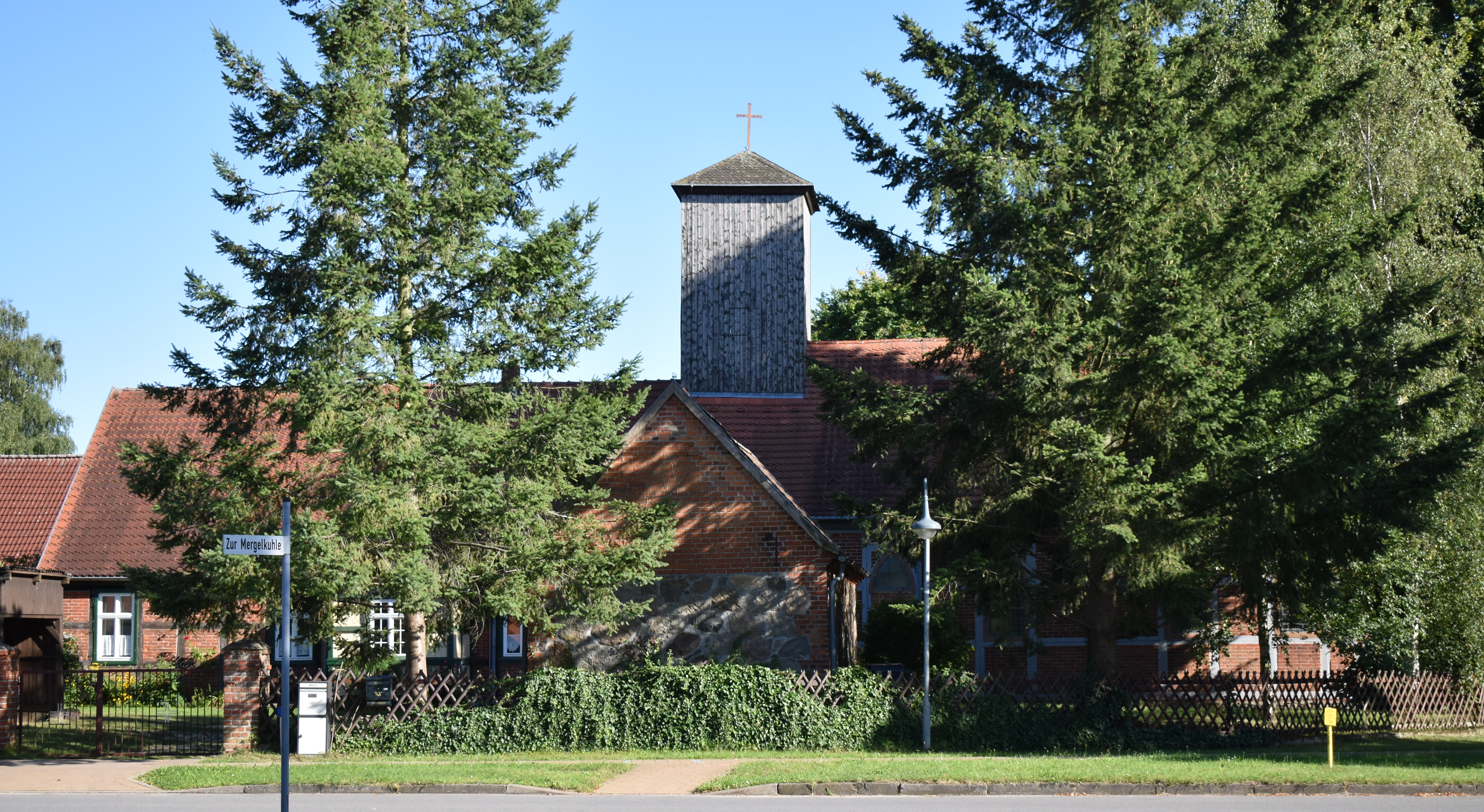
Gesamtansicht aus Kirche, Gemeindehaus (ehemals Pfarrhaus) und Wirtschaftsgebäude
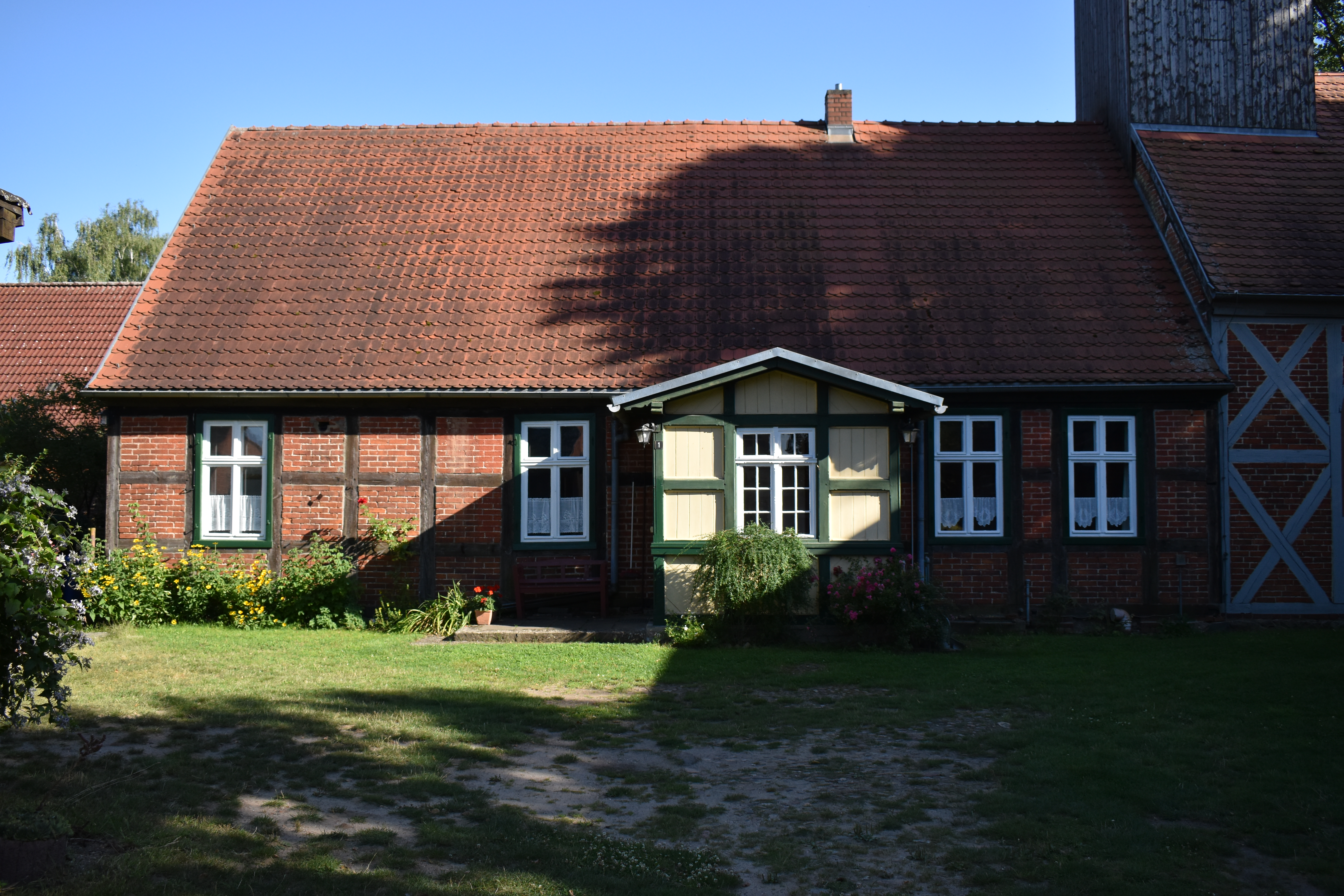
Ehemaliges Pfarrhaus, heute Gemeindehaus
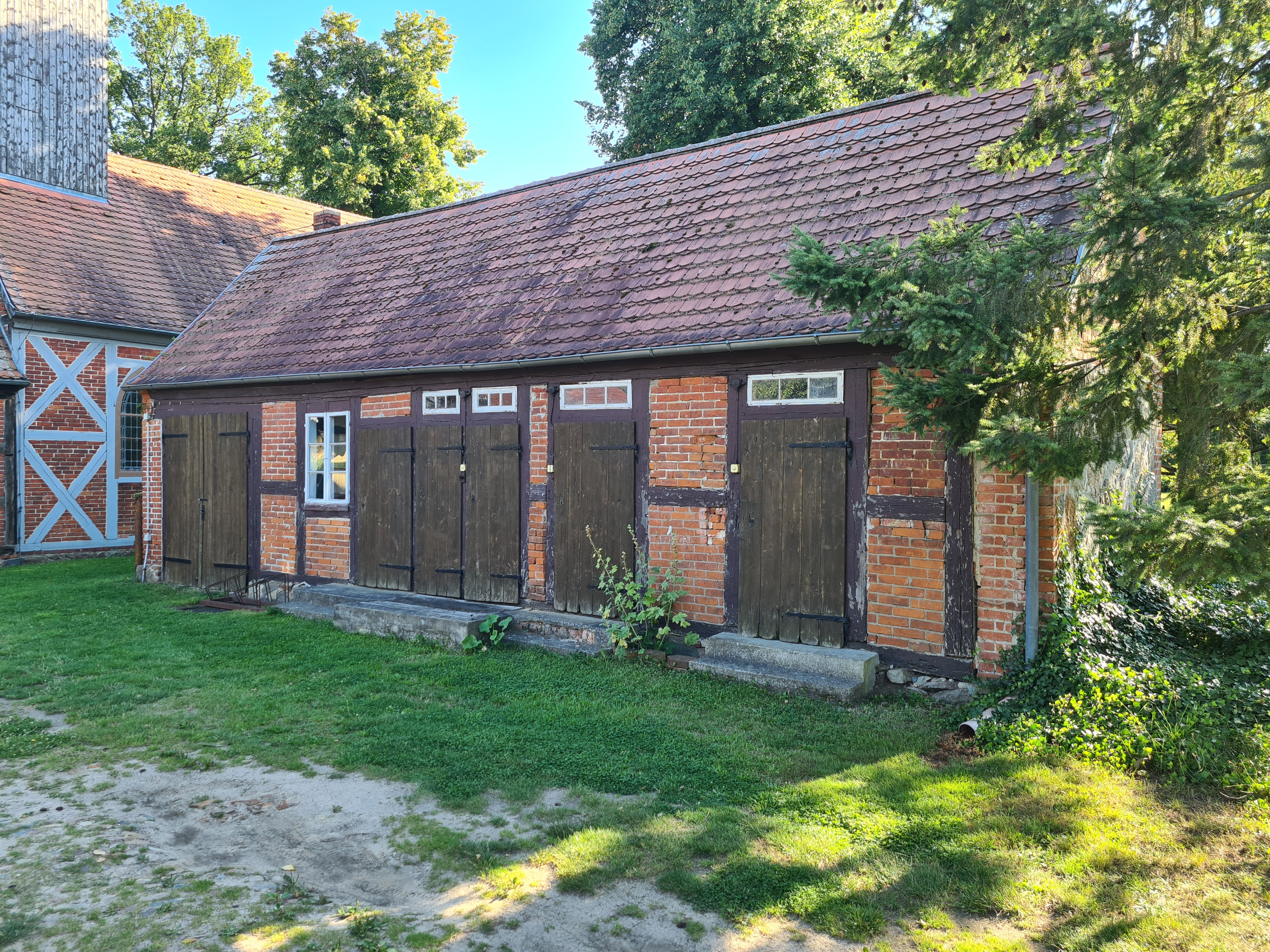
Wirtschaftsgebäude
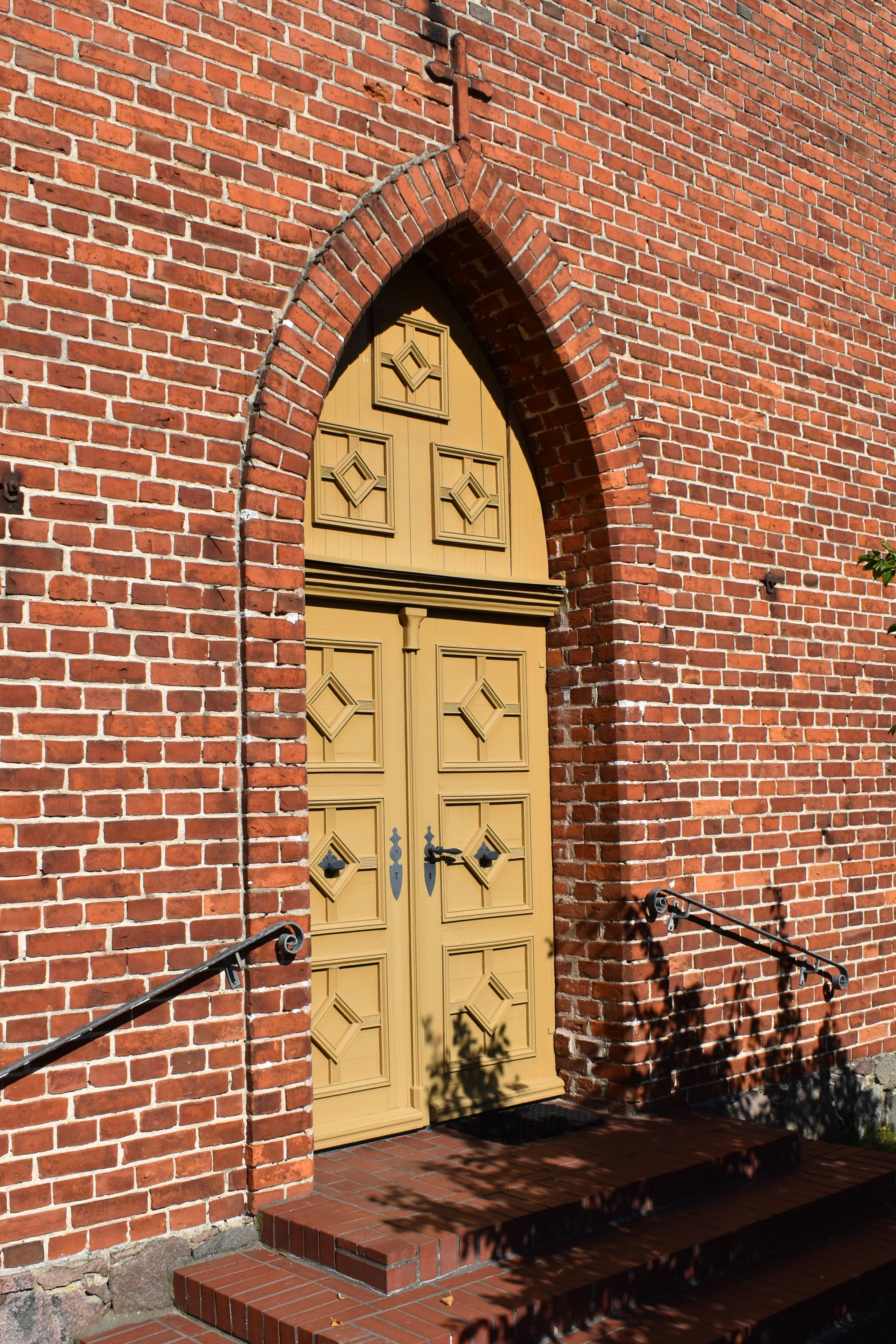
Hauptportal im Westen
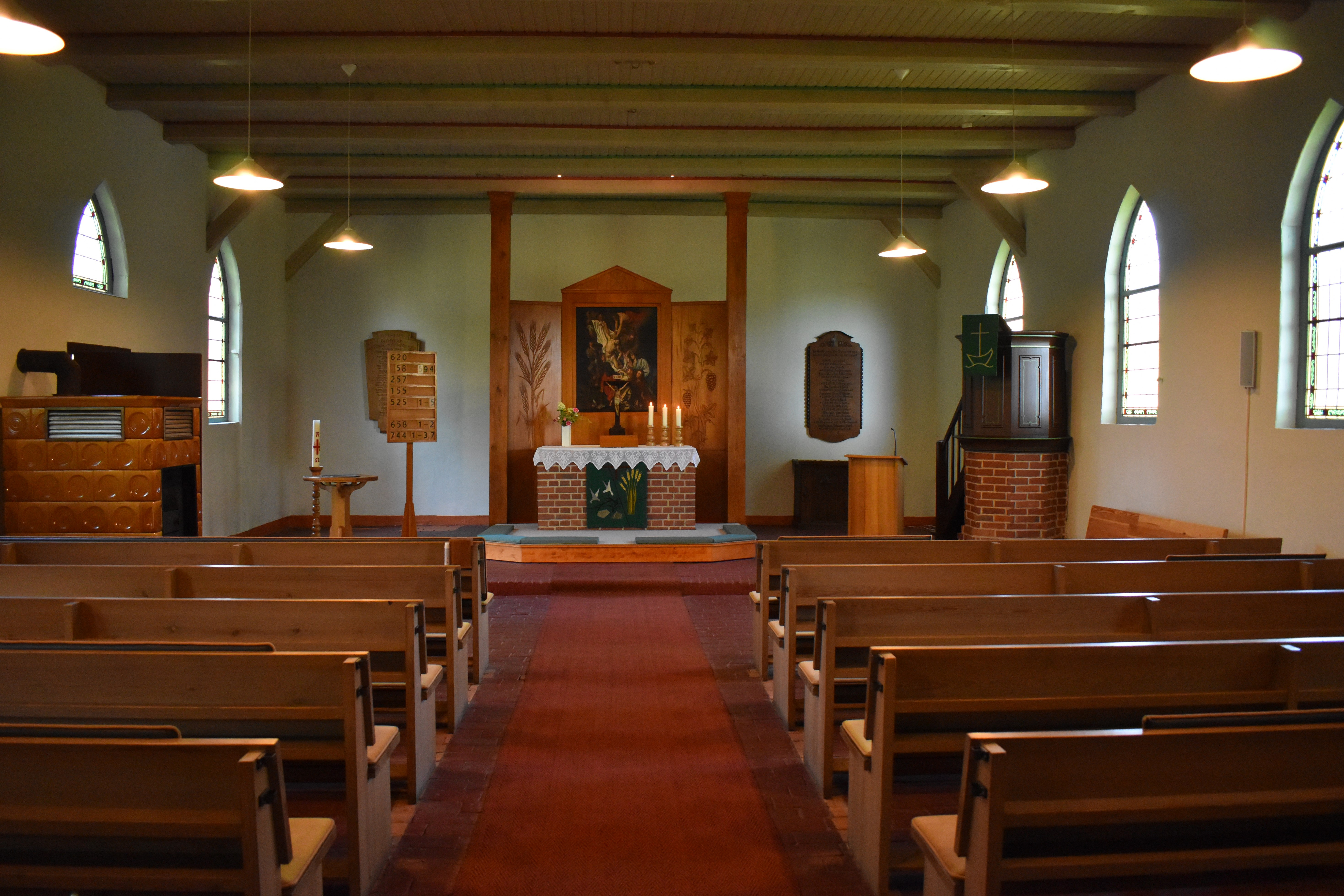
Innenraum, Blick nach Osten, Richtung Altar
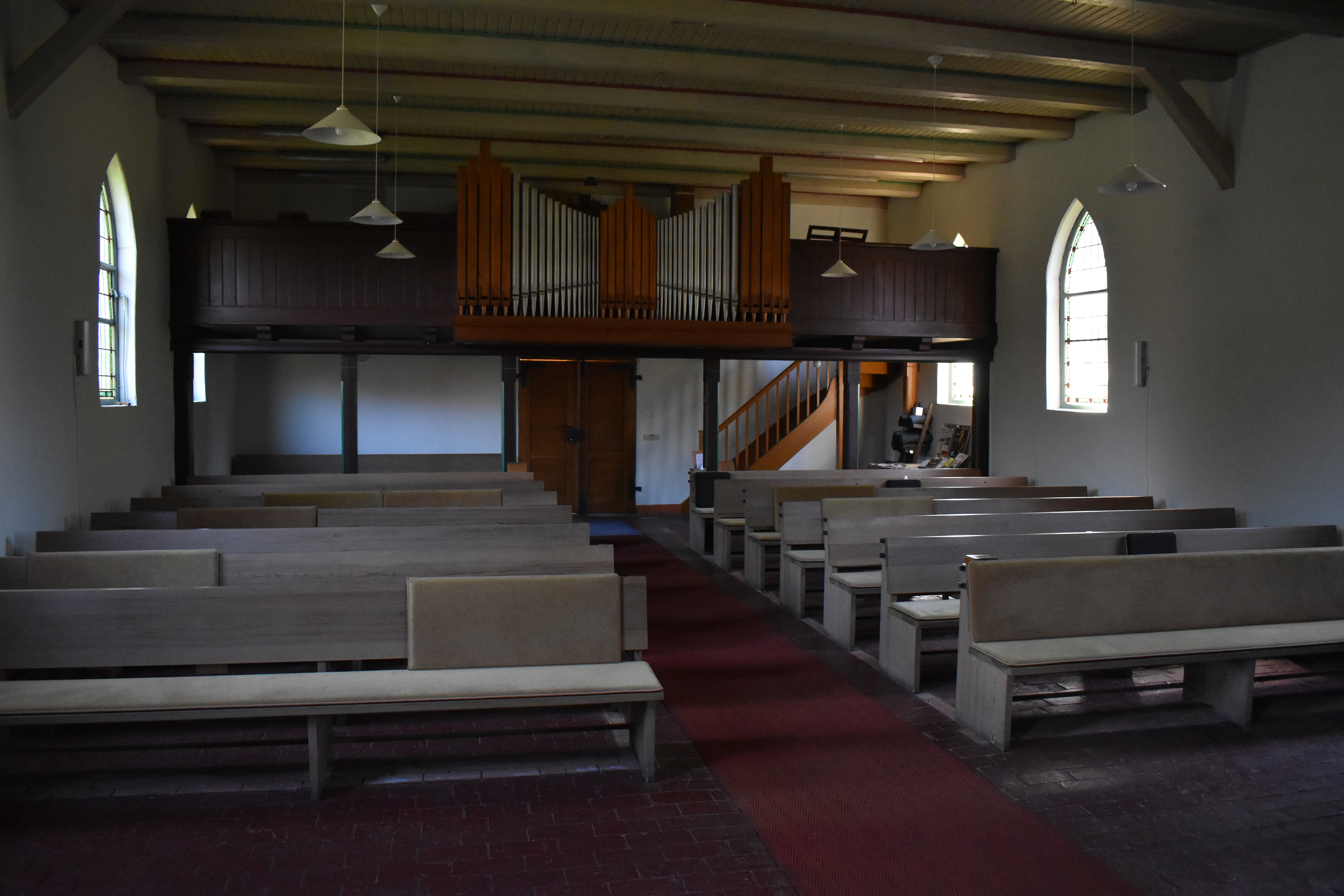
Innenraum, Blick nach Westen mit Orgel und Empore
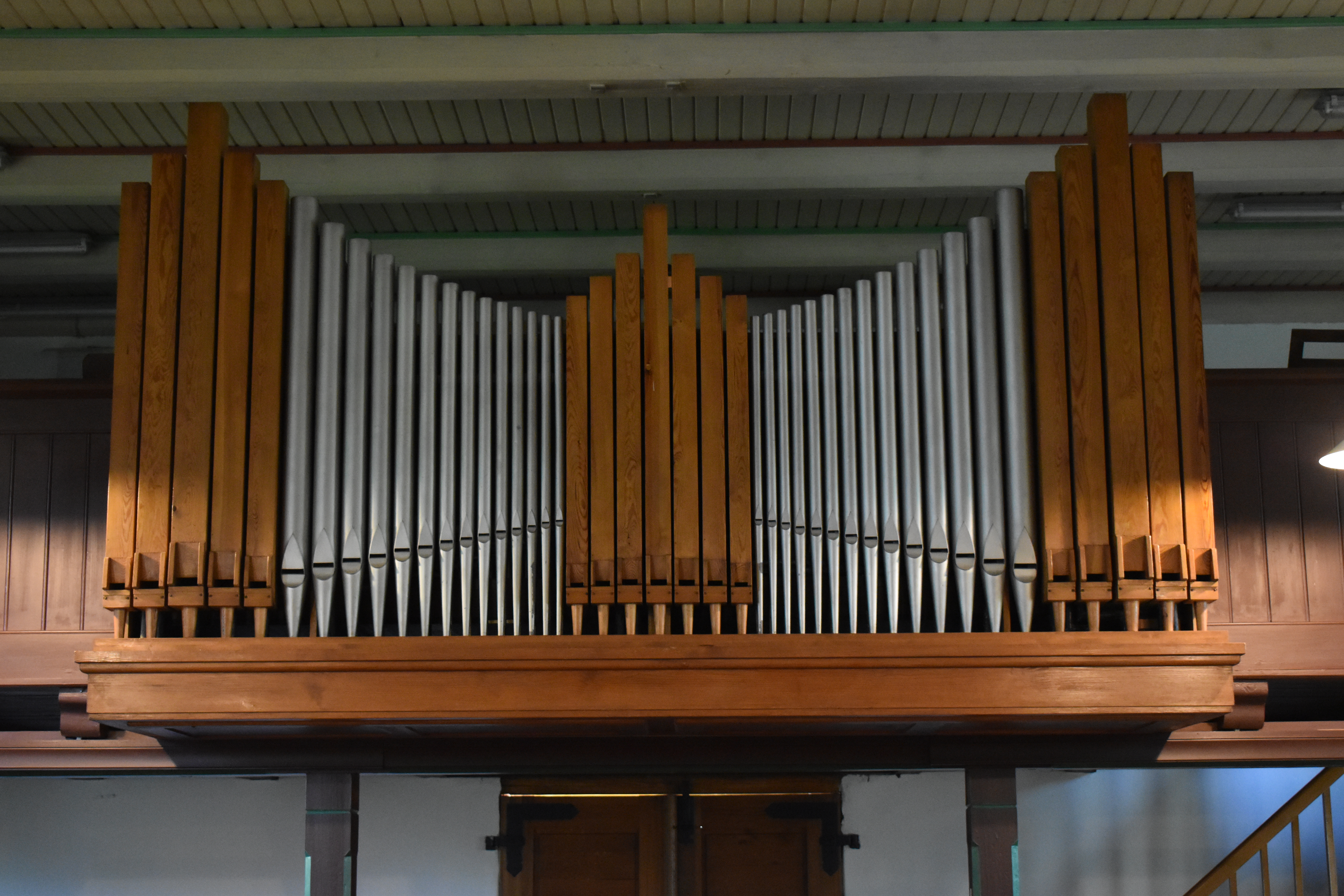
Orgelprospekt an der Westempore
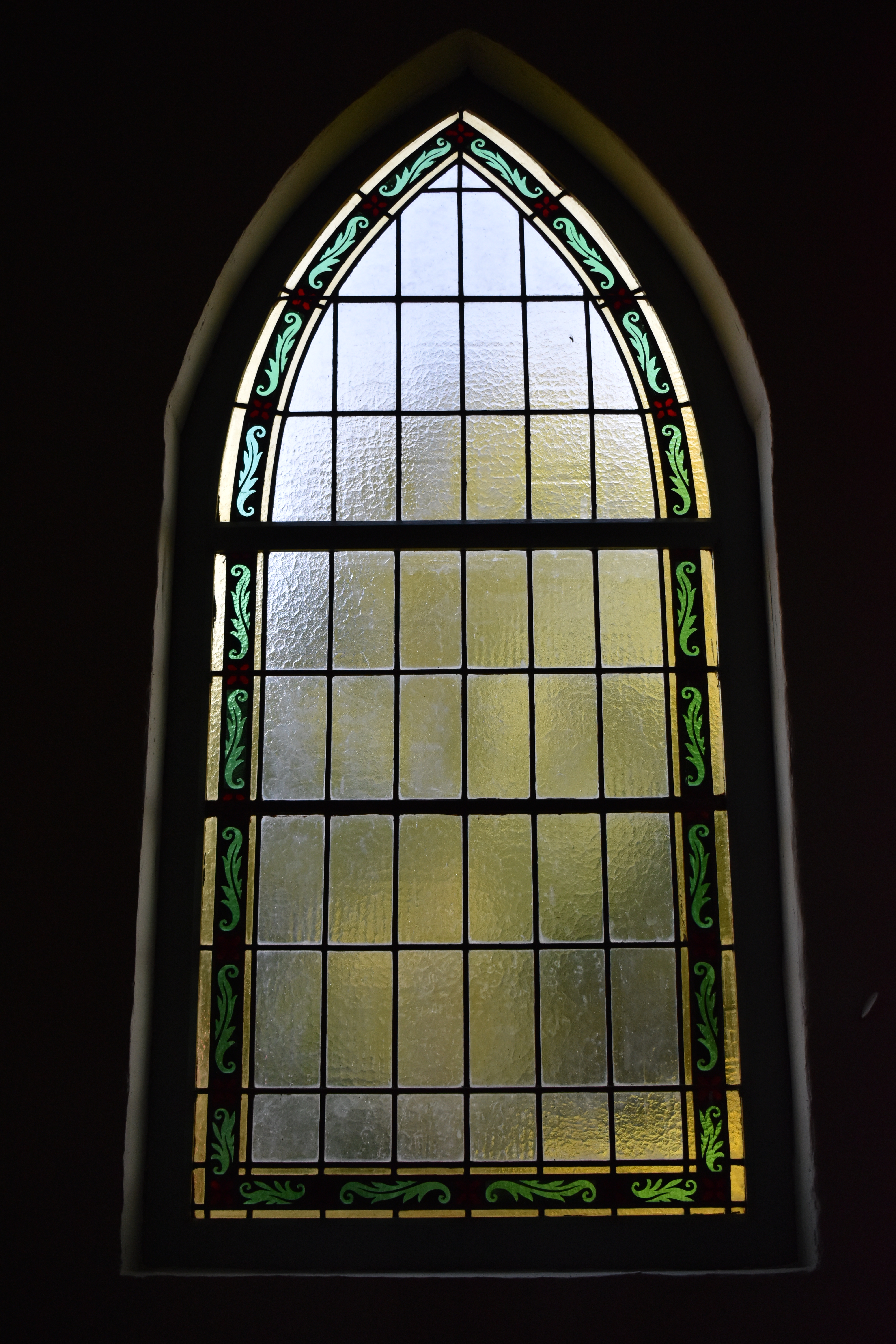
Fenster, Innenraum
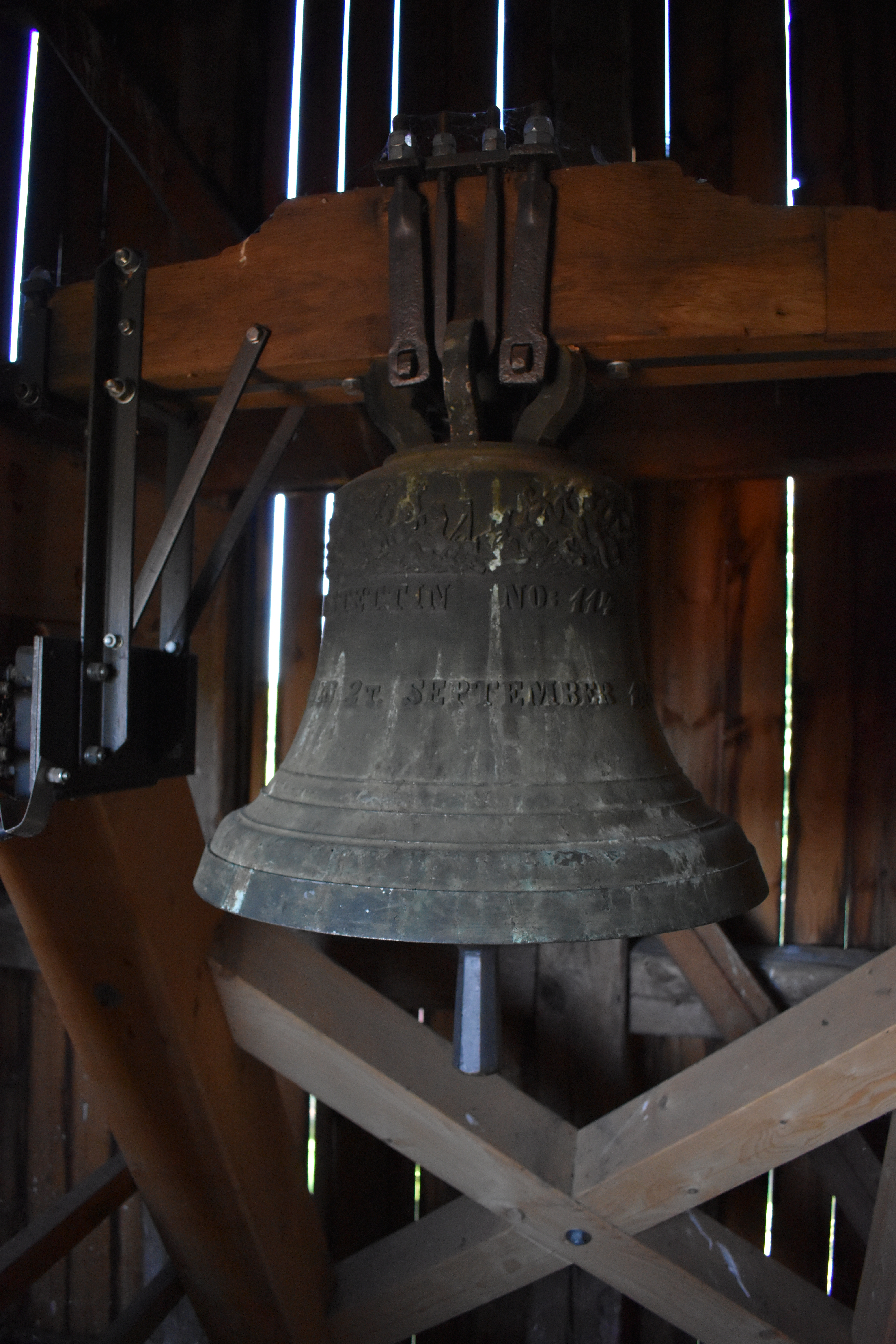
Glocke